# 沙德林斯克區

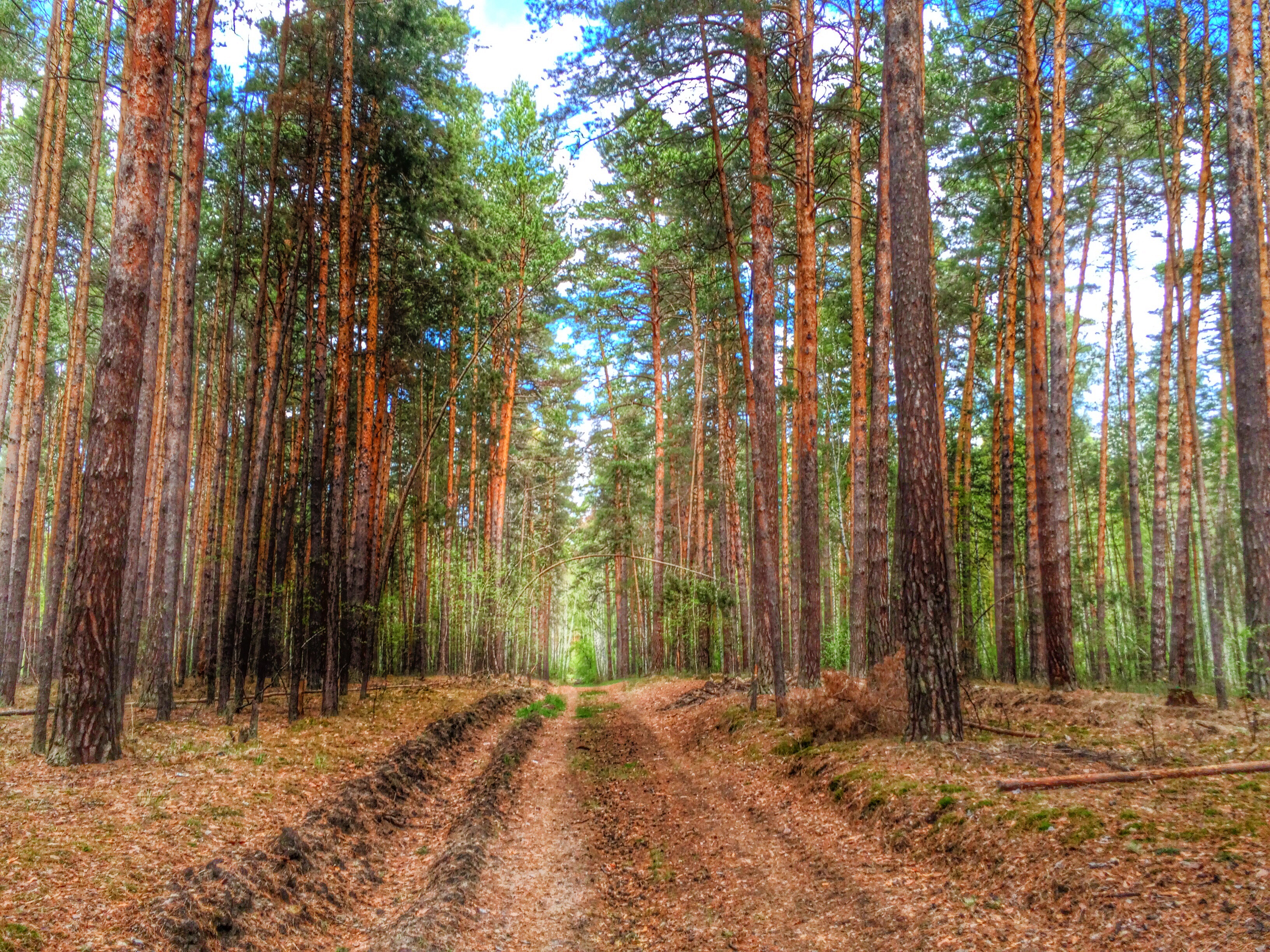

56°05′N 63°38′E / 56.083°N 63.633°E
沙德林斯克區（俄语：Шадринский район），是俄羅斯的一個區，位於該國南部，由庫爾干州負責管轄，面積4,250平方公里，2010年該區人口27,360，人口密度每平方公里6.44人。